# Thomas Pelham-Holles
Thomas Pelham-Holles (Londres, 21 juillet 1693 – idem, 17 novembre 1768), 1er comte de Clare (1714), puis 1er duc de Newcastle-upon-Tyne (1715) et enfin 1er duc de Newcastle-under-Lyne (1765), est un homme d'État britannique du parti whig. Avec son frère, Henry Pelham, ils occupent le pouvoir pendant dix ans. Après la mort de Henry, il poursuit le mandat de Premier ministre de Grande-Bretagne de ce dernier pendant six ans, lors de deux périodes distinctes (1754-1756 puis 1757-1762). Alors que son gouvernement n'est pas vraiment notable, il initie la guerre de Sept Ans, qui conduit d'ailleurs à sa démission. Après son second mandat de Premier ministre, il est brièvement membre du gouvernement de Charles Watson-Wentworth, avant de se retirer de la vie publique.

## Famille et études
Thomas Pelham est le fils aîné de Thomas Pelham, 1er baron Pelham, et de sa seconde épouse, Lady Grace Holles, la plus jeune sœur de John Holles, 1er duc de Newcastle-upon-Tyne. Son oncle meurt en 1711, puis son père l'année suivante, tous deux lui laissant en héritage de très importantes propriétés. À sa majorité en 1714, lord Pelham est l'un des plus grands propriétaires terriens du royaume. Il étudie à la Westminster School puis au Clare College de Cambridge.

## Carrière politique
À la mort de la reine Anne, Pelham soutient vigoureusement les whigs, puis use de son influence pour faire accepter par les Londoniens le nouveau roi George Ier. En reconnaissance de ses services, il est fait comte de Clare en 1714, puis duc de Newcastle-upon-Tyne en 1715. Il est aussi nommé Lord Lieutenant des comtés de Middlesex et Nottingham, et chevalier de l'ordre de la Jarretière en 1718. Cette même année, il épouse Henrietta Godolphin (fille d'Henrietta Godolphin et de Francis Godolphin).
En 1717 il obtient son premier mandat politique comme Lord Chamberlain of the Household, puis en 1724 il est nommé Secretary of State for the Southern Department par Sir Robert Walpole en remplacement de lord Carteret. Il occupera cette fonction sans discontinuer pendant trente ans, de 1724 à 1754, un poste qu'il n'échangera que contre celui de Premier ministre à la mort de son frère. Sa longévité politique fut attribuée à ses liens étroits avec les Whigs et à son immense richesse, mais il faut aussi louer son activité inépuisable et son grand talent de débatteur et de tacticien parlementaire.
En 1731, à Houghton Hall, propriété de Sir Robert Walpole dans le Norfolk, le duc et François Ier du Saint-Empire sont faits maîtres maçons par le grand-maître lord Lovell. En 1739, lors de la création du Foundling Hospital de Londres, il est l'un des gouverneurs de la fondation.
John Hervey, dans son Memoirs, le compare avec Walpole en 1735, et écrit : « Nous avons un ministre qui fait tout, en apparence, avec aisance et calme comme si ce n'était rien [;] nous en avons un autre qui ne fait rien avec la même précipitation et agitation que s'il faisait tout ». Il poursuit son mandat après la chute de Walpole en 1742, et devient plus influent encore lorsque son plus jeune frère devient Premier ministre en 1743. À la mort de Henry Pelham en mars 1754, Newcastle lui succède comme Premier ministre. Cependant, il est critiqué pour le peu de réussite de la Grande-Bretagne lors des opérations en Amérique du Nord de la guerre de Sept Ans, puis en novembre 1756 il cède sa place au duc de Devonshire. Pour ses longues années passées au service du pays, il est fait duc de Newcastle-under-Lyne.
En juillet 1757 il est à nouveau Premier ministre. Sous son gouvernement de coalition, la Grande-Bretagne est respectée à l'étranger, mais il irrite peu à peu le nouveau roi, George III, et c'est Lord Bute qui remplace Newcastle au poste de Premier ministre en mai 1762. Après une période passée dans l'opposition, en 1765, il devient lord du sceau privé, durant quelques mois, dans le gouvernement de lord Rockingham, mais sa santé décline rapidement et il meurt en novembre 1768.

## Mariage et descendance

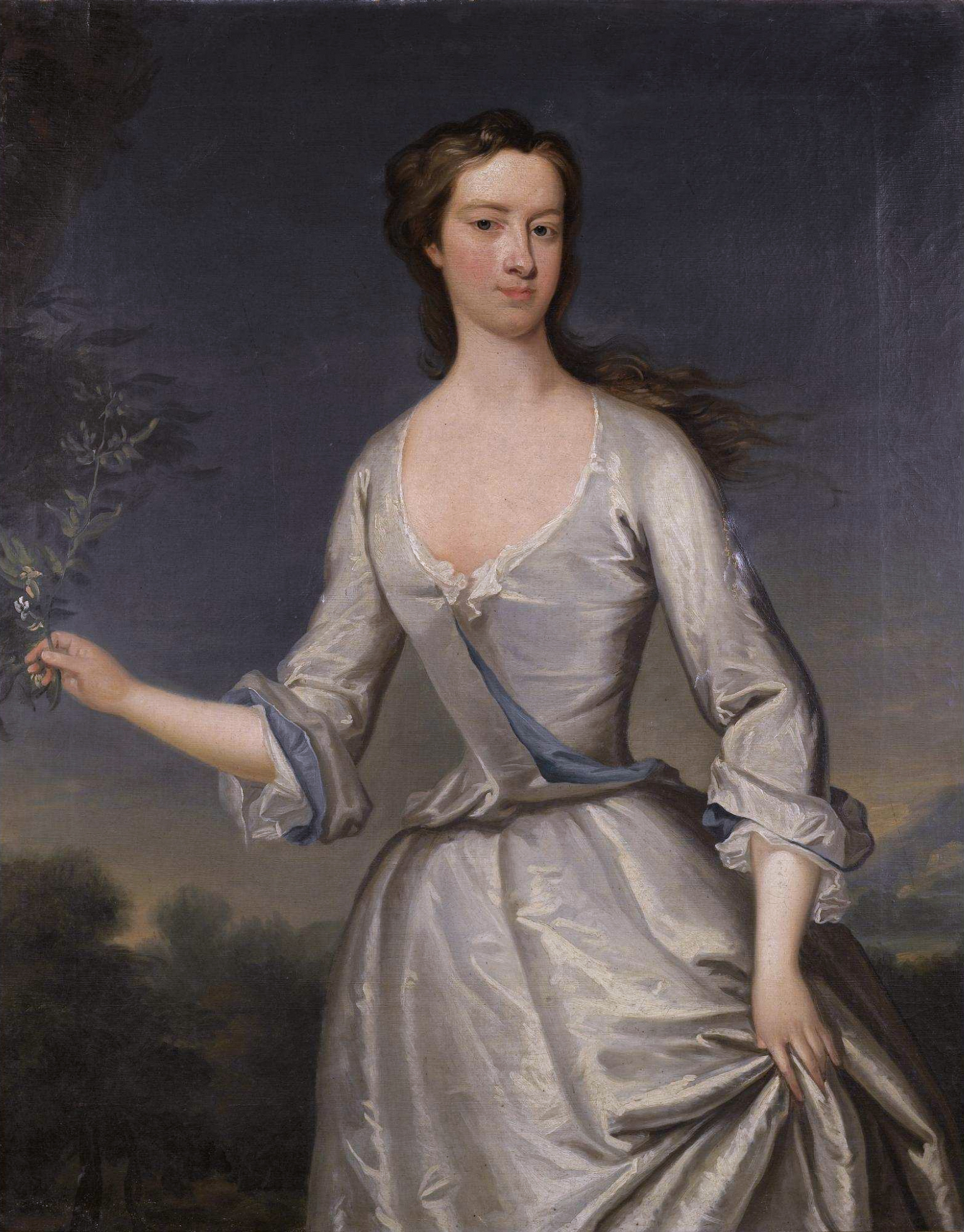
Henrietta Pelham-Holles

En 1718, il épouse Henrietta Godolphin. Elle est la petite fille de Lord Godolphin et du duc de Marlborough. Comme son mari, elle soutient le parti Whig et milite en faveur de l'Acte d'établissement. Elle se marie en avril 1717. Durant les années 1720, le couple est réputé pour donner des fêtes somptueuses, une tradition suivie sur plusieurs décennies, même par leurs opposants politiques. Elle est morte en 1776.